# コトネアスター
コトネアスター（Cotoneaster）は、バラ科の常緑低木。cotone はマルメロの古いラテン語表記、-aster は「-に似ているもの」であり、属名は「マルメロに似ているもの」という意味を持つ。サンザシ属と類似しているが、葉の部分に鋸歯がない、枝に棘が生えないなどの差異がある。
50種近くの品種があるが、多くはインド北部、チベットを原産地とする。分布は中国にまで広がっているが、日本には自生していない。また中国でも園芸植物として扱われていた形跡は見られない。森林、岩場に自制する。葉は互生に生える。甘い樹液を出し、ハチなどを誘引する。これはホリゾンタリス種（C. horizontalis ）などに顕著である。
19世紀初頭、イギリスに紹介され、カルカッタ植物園園長N・ウォリックの尽力もあって多くの品種が導入、栽培されるようになった。常緑樹や落葉樹、大きさも灌木から一般的な樹木に近いものなど、種類によって特徴は千差万別である。地面を這って伸びて行く匍匐性のコトネアスターも多く、壁に当るとよじ登って行く為、「建築家の友人」などと呼称される。
生垣やボーダー花壇での栽培に適している。匍匐性のものは、グラウンドカバーに用いられる。耐寒性は強く、栽培は比較的容易。湿潤な環境とは親和性が低く、育成するにあたっては中性土の土壌が適切とされる。いくつかの種類はアポミクシスによって繁殖する。